# Pollia sambiranensis
Pollia sambiranensis là một loài thực vật có hoa trong họ Commelinaceae. Loài này được H.Perrier miêu tả khoa học đầu tiên năm 1936.